# Hua Mulan
Hua Mulan (Chinees: 花木蘭 / 花木兰) (412 - 502) was een heroïsche vrouw die verkleed als man het leger in ging, in plaats van haar oude zieke vader, om China te beschermen tegen de Xiongnu. De Xiongnu was een nomadenvolk en vochten van 201 BC tot 460 AD in China. Ze had les gehad in vechtkunst en vocht 12 jaar als een man. Na de oorlog weigerde ze een hoge post en ging terug naar waar ze vandaan kwam en pakte haar oude leventje weer op. Pas toen ze haar traditionele vrouwelijke kleren weer aan had beseften de soldaten dat ze een vrouw was. 
In de ballade van Mulan wordt het leven en de heldendaden van Hua Mulan beschreven. Deze Chinese poëzie wordt op Chinese scholen en in het voortgezet onderwijs in China en Singapore onderwezen.
Hua Mulan is opgenomen in de Wu Shuang Pu geschreven door Jin Guliang.

## Eerste vermeldingen
De eerste schriftelijke vermelding van Mulan is de Ballade van Mulan, een volksliedje dat waarschijnlijk is gecomponeerd tijdens de late Noordelijke Wei dynastie (386-535) en uitgevoerd in straatliederen en bloemlezing van boeken in de Zuidelijke Chen dynastie (557-589). De historische uitvoering van de Ballade van Mulan geeft meestal de strijd weer tussen de militaire companies van de Noordelijke Wei-dynastie tegen de nomadische Rouran. In een latere bewerking is Mulan actief rond de stichting van de Tang-dynastie (ca. 620). Het verhaal van Hua Mulan is overgenomen in een aantal latere werken, waaronder het 16e-eeuwse historische fictieverhaal; Romance of Sui and Tang, en vele bewerkingen voor scherm en toneel. De Hua Mulan krater op Venus is naar haar genoemd.

## Films
Er zijn veel verfilmingen gemaakt van Hua Mulan.
- Hua Mulan Joins the Army (1927) met Shan Hu als Hua Mulan
- Mulan Joins the Army (1928 film) met Dandan Li als Hua Mulan
- Mulan Joins the Army (1939 film)
- Lady General Hua Mulan (1964) - Hongkongse Kantonese operafilm
- Mulan (1998) - Disney tekenfilm met de stem van Ming-Na als Hua Mulan
- Mulan II (2004) - Disney tekenfilm met de stem van Ming-Na als Hua Mulan
- Hua Mu Lan (1999) - Taiwanese CTV-televisieserie met Anita Yuen als Hua Mulan
- Hua Mu Lan (2009) - Chinese film met Zhao Wei (Vicky Zhao) als Hua Mulan
- Mulan (2020) - Disney liveactionfilm met Liu Yifei als Hua Mulan